# ニュージーランド国会議事堂

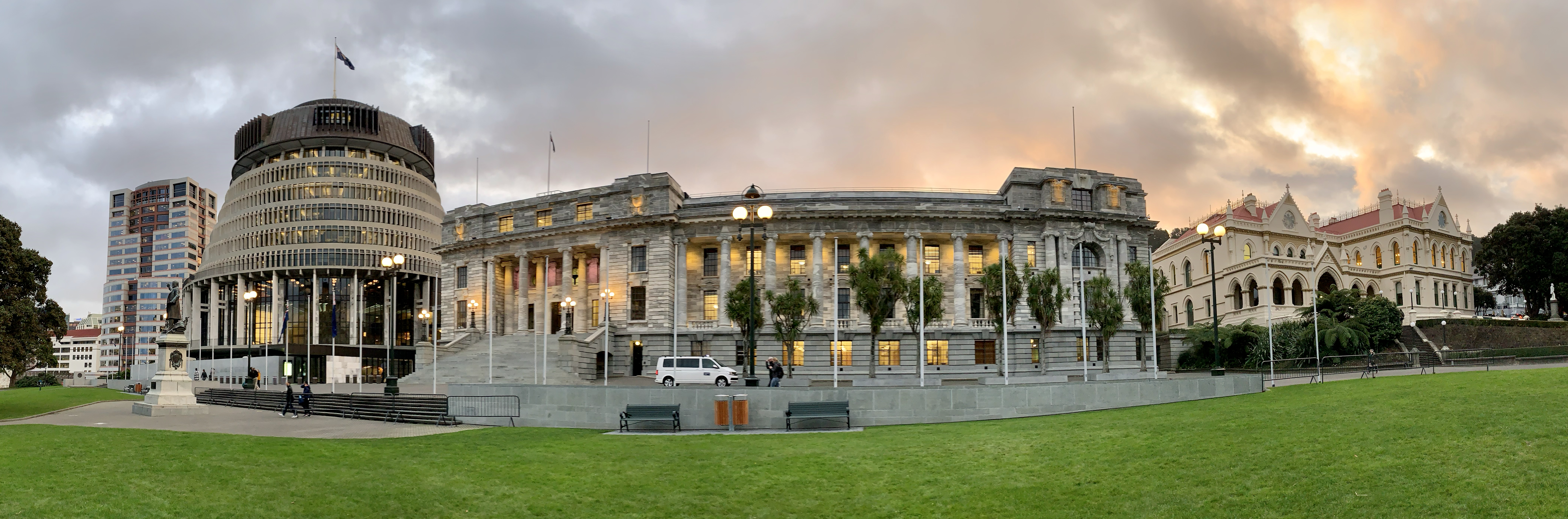
ニュージーランドの国会議事堂

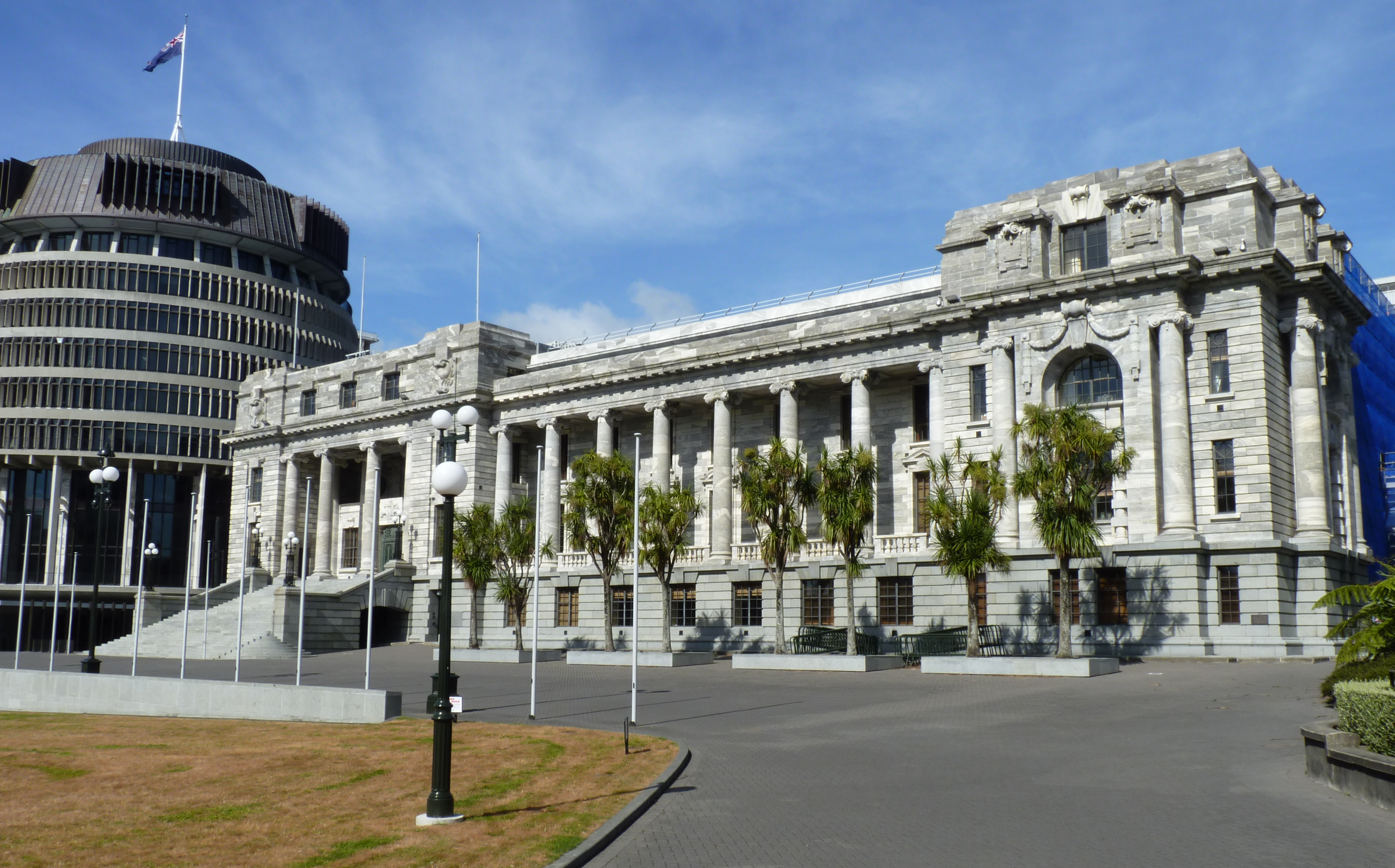
ニュージーランドの国会議事堂（2015年）

ニュージーランド国会議事堂（英語: New Zealand Parliament Buildings）は、ニュージーランドの立法府（代議院）の議事堂。
ウェリントンの北に位置し、面積は45,000平方メートル。立法府の他に国会図書館、「ビーハイブ」と呼ばれる行政ウィング、ボーエンハウスを併設している。